# 英国铁路4型客车
英國鐵路4型客車（英語：British Rail Mark 4）是英國鐵路（現已停業）的第四代標準化鐵路客車。為一型高速鐵路客車，用於“城際225型電力動車組”的無動力拖車。共製造302節。截至2020年7月，已有4輛被拆解，144輛仍在運營，139輛被封存。

## 历史及概述

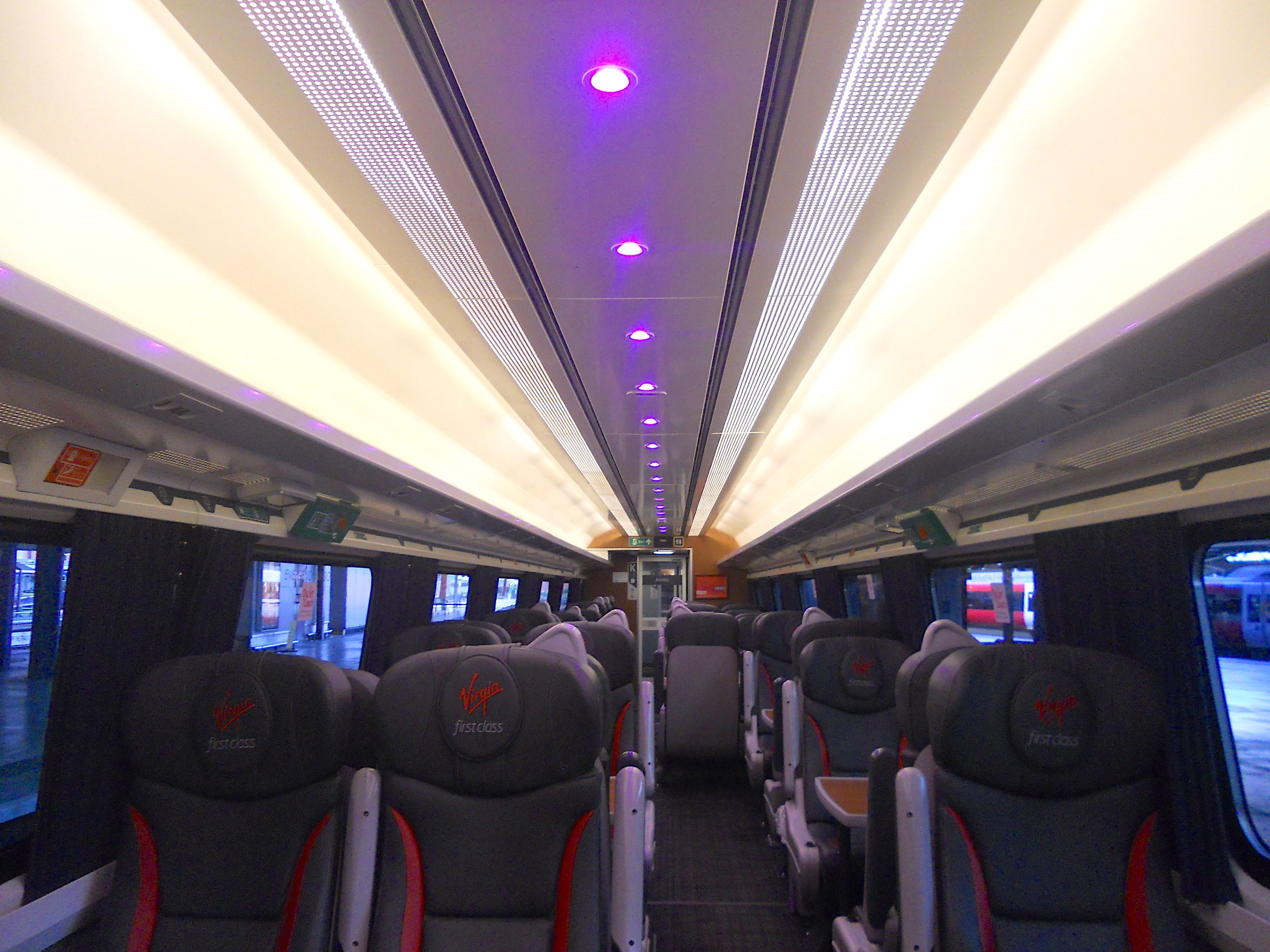
经维珍列车东海岸翻新后的英国铁路4型客车开放式一等座车内部。

英国铁路4型客车于1989年至1992年间由都城嘉慕总装，参考了之前的英国铁路2型客车和英国铁路3型客车。初期用于当时新完成电气化的英国東海岸幹線。 伦敦东北铁路公司现使用30列包含英国铁路4型客车的城際225型電力動車組。
英国铁路4型客车采用钢制车体，较比之前的英国铁路3型客车有多处改进，包括自动控制塞拉门、全封闭式门厅、洗手间设有集便器等。车体部分由英國鐵路工程公司和意大利厄内斯托·百瑞达公司制造。
在英国铁路4型客车尚处于研发阶段的1988年，因英國鐵路工程公司参与竞标的T4型转向架无法满足225千米/小时速度下舒适性和经济性要求，因而采用了瑞士康美包提供的BT41A型和BT41B/C型。
1989年，即在英国铁路4型客车投入运营的头一年，运营商收到了许多有关英国铁路4型客车震动过大的投诉。随即对减震装置、转向架弹簧和车钩进行了改进。 英国铁路4型客车十分注重无障碍设计，包括增大门厅尺寸以方便轮椅使用者。
英国铁路4型客车上的许多创意来自之前被废弃的英国铁路先进客运列车。英国铁路4型客车的摆式列车版本即参考自英国铁路先进客运列车，其允许6°的倾斜，但这一计划于1986年废弃。门厅处在早期还设有供站票旅客使用的折叠式座椅（后拆除）。英国铁路4型客车还曾计划用于英国西海岸干线使用，但因城際225型電力動車組未能得到足够的政府财政支持，因而英国铁路转而购入一小批英國鐵路90型電力機車用以补充既有车队。
英国铁路4型客车的抗碰撞性能深受业界好评。其优秀的抗碰撞性能分别在2000年10月17日的哈特菲尔德铁路事故和2001年2月28日的Selby rail crash，这两起发生在英国的火车事故中大幅减少了人员伤亡。
2019年，英国铁路4型客车开始逐步退役，取而代之的是更新的英国铁路801型电力动车组。

### 野鸭工程
2003年10月至2005年11月间，英国大东北铁路公司将旗下英国铁路4型客车进行了翻新，这一翻新工程被称为“野鸭工程（Project Mallard）”，承包商为龐巴迪運輸。工程名称中的“野鸭”来自于20世纪30年代创造蒸汽机车速度纪录的野鸭号蒸汽机车，该机车当时的运营商为伦敦及东北铁路公司。
“野鸭工程”对车厢内部进行了彻底翻新，包括新的座椅、新的地毯，并且在每个座椅均加装了电源插座。门厅处的折叠式座椅亦于此次工程中拆除。其中一批“餐车/一等座车合造车”改装为了“餐车/二等座车合造车”
Great North Eastern Railway于2003年12月在英国铁路4型客车上加装了WiFi，并于2004年4月启用，这是英国第一批提供此类服务的列车。Great North Eastern Railway的后继公司東海岸全國特快于2007年12月全面在一等座车提供免费WiFi和在二等座车的每一个座椅加装充电设施。2010年10月时東海岸全國特快的后继公司英国东海岸铁路公司将二等座充电服务改回收费。

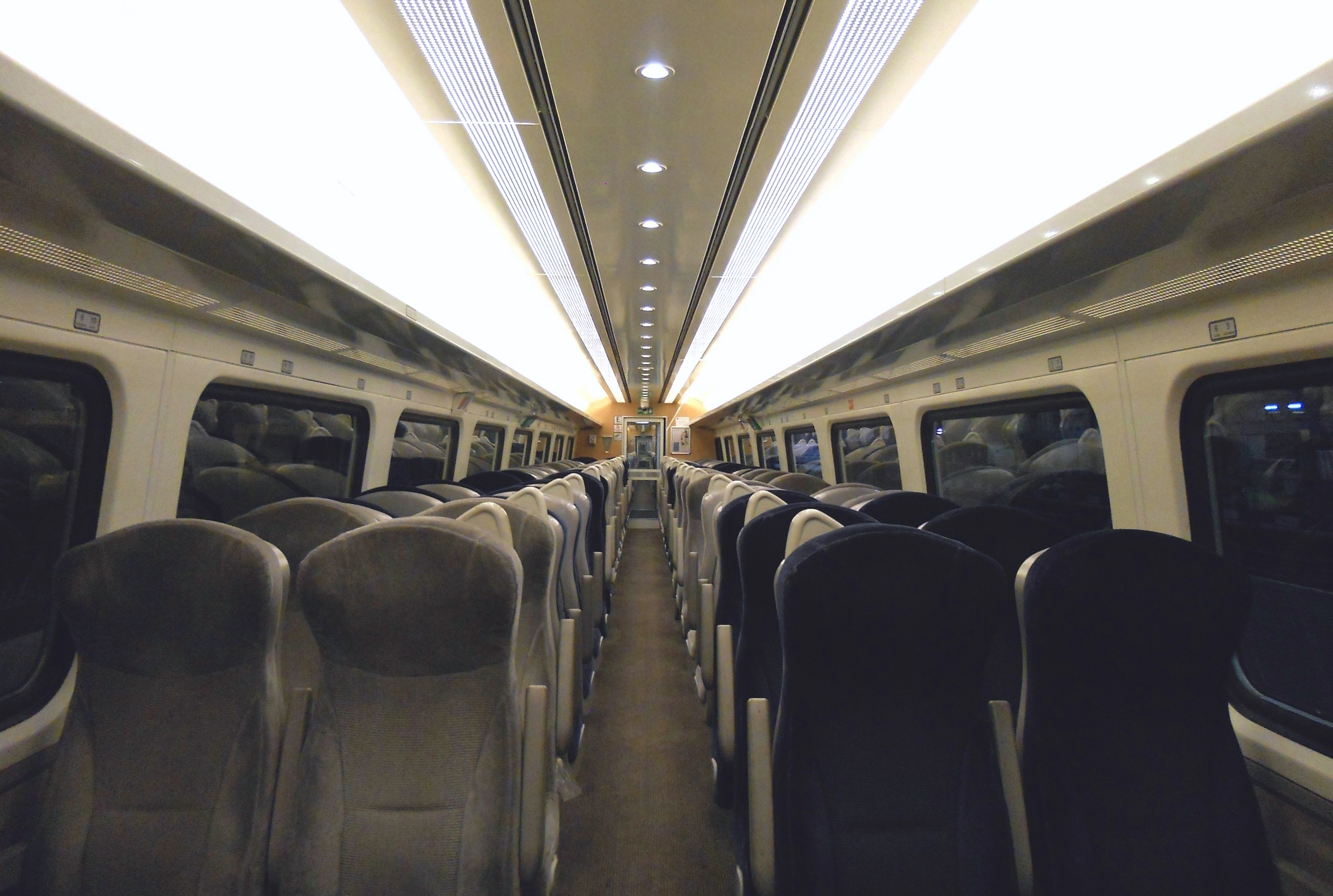
Great North Eastern Railway经“野鸭工程”翻新后的英国铁路4型客车动拖开放式二等座车内部。
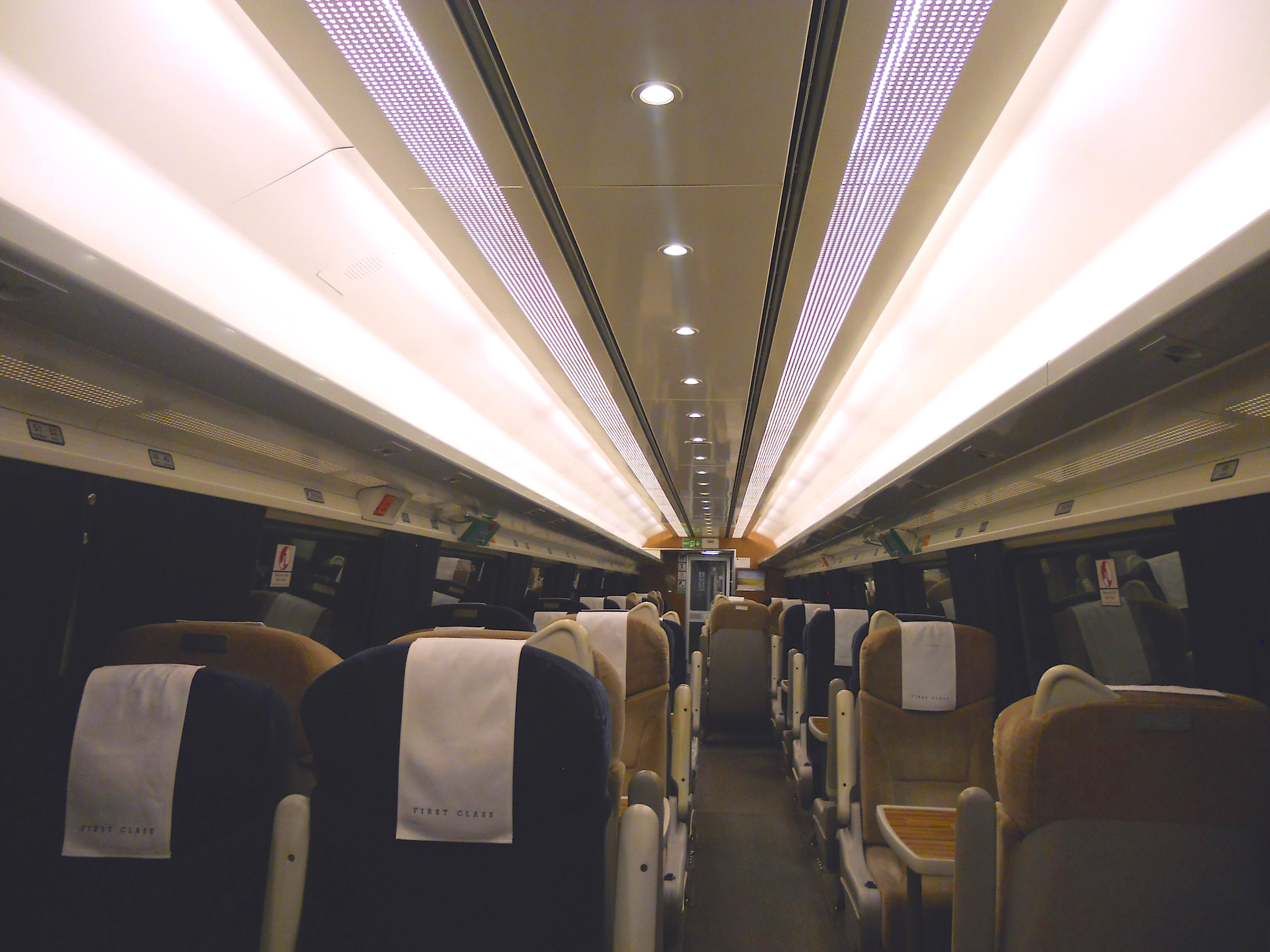
Great North Eastern Railway经“野鸭工程”翻新后的英国铁路4型客车开放式一等座车内部。

## 衍生型号
“英国铁路156型内燃动车组”基于“英国铁路4型客车”研发。“英国铁路158型内燃动车组”和“英国铁路159型内燃动车组”虽外观和“英国铁路4型客车”有诸多相似之处，但并非基于“英国铁路4型客车”研发。
加拿大铁路业者維亞鐵路使用的Renaissance亦是“英国铁路4型客车”的衍生型号。Renaissance原为由“英国铁路4型客车”担当的“夜火车之星”（一种横跨英国和欧洲大陆的夜间旅客列车服务，现已废止）。在“夜火车之星”废止后，其所使用的部分车厢售予維亞鐵路，并被維亞鐵路改装为Renaissance。